# Simson S51
Simson S51 – motorower produkowany w Niemieckiej Republice Demokratycznej, następnie w Niemczech w latach 1980–1990 w fabryce VEB Fahrzeug- und Jagdwaffenwerk Ernst Thälmann Suhl, należącej do związku IFA. Do dzisiaj cieszy się dużą popularnością, również wśród młodzieży, mimo swojego wieku. Model S51 był produkowany w kilku wersjach, każda z silnikiem M531/541

## Modele S51
Nowo wprowadzony model S51 niewiele różnił się od starszego S50. Największą różnicą było wprowadzenie zmodernizowanego silnika M531 i M541, który jednocześnie zastosowano w modelu KR51/2. W nowej jednostce napędowej dokonano szeregu zmian, które miały na celu zmniejszenie zużycia paliwa, znaczne ułatwienie napraw oraz zredukowanie częstej obsługi silnika. Wprowadzono nowy cylinder z tłokiem o mniejszej średnicy i wał korbowy o zwiększonym skoku tłoka. Łożyska wału korbowego są smarowane mieszanką paliwa z olejem, podczas gdy w starym silniku były smarowane olejem przekładniowym, które rozwiązanie sprawiało problemy podczas napraw silnika. Zastosowano nowe rozwiązanie sprzęgła ze sprężyną centralną, dzięki czemu sprzęgło stało się prawie całkowicie bezobsługowe. Nowe rozwiązanie nożnego rozrusznika umożliwiało dokonywanie napraw bez konieczności całkowitego rozebrania silnika, co było poważnym problem w silnikach serii M53. Najważniejszą cechą silnika było zastąpienie 3-biegowej skrzyni przekładniowej z kołami przesuwnymi nową skrzynią trzy- lub czterobiegową z kołami stale zazębionymi i zmianą biegów za pomocą tzw. klina przesuwnego. Rozwiązanie takie było znane m.in. z włoskiej Vespy. W Simsonie rozwiązanie to ma charakter sprzęgła kulkowego, gdzie znajdujący się wewnątrz wałka skrzyni biegów pręt wybierający powoduje wysunięcie kulek poza obrys zewnętrzny wałka i tym samym sprzęgnięcie wałka z kołem zębatym. Zmieniono także napęd licznika, uszczelniono wałek nożnego rozrusznika i przede wszystkim zmieniono wygląd nowego silnika. Modernizacja silnika pozwoliła także na zredukowanie ilości oleju przekładniowego, którego w nowym silniku znajduje się 400 ml.
Projektując nowy silnik przewidziano także możliwość zwiększenia pojemności do 70 cm³ przy zmianie kilku podzespołów. Dało to początek modelowi S70, który miał konkurować na rynku z pojazdami klasy 80 cm³.
Nadwozie pozostało niemal takie same co w S50, zachowując zmiany wprowadzone w ostatnich modelach S50, czyli m.in. nowy zbiornik paliwa oraz widelec teleskopowy z krótszymi sprężynami. Ze względu na zmiany wprowadzone w jednostce napędowej, występowały niewielkie różnice, głównie łańcuch krótszy o dwa ogniwa oraz inna linka sprzęgła. Jednocześnie unifikacja części pozwala na wymianę silnika w starszym S50 na nowy silnik z modelu S51.

### Simson S51N (1980-1987, 103 000 szt.)
Najtańsza i najuboższa wersja z serii S51. Posiadała 3-biegową skrzynię biegów. Podobnie jak w modelu S50 N posiadał bardzo ubogą instalację elektryczną (6 V), nie posiadał stacyjki i kierunkowskazów. Posiadał reflektor z żarówką o mocy 25/25 W, światło stop uruchamiane tylnym hamulcem, sygnał dźwiękowy zasilany z baterii 4 ogniw R20. Posiadał również (jak każdy model z trzybiegową skrzynią biegów) prędkościomierz skalowany do 80 km/h. W przeciwieństwie do pozostałych modeli podnóżki pasażera zostały umieszczone na wahaczu zamiast na wspornikach ramy. Dostępny tylko w kolorze błękitnym (Ral 5015) i czerwonym. Zastosowano silnik M531/2KF.

### Simson S51 B1-3 (1980-1988, 242 300 szt.)
Wersja 3-biegowa wyposażona w instalację 6 V, akumulator, stacyjkę, przełączniki zespolone, kierunkowskazy, światło postojowe, 25 W reflektor i klakson. Masa pojazdu w porównaniu do wersji N wzrosła o 4 kg (N-75,5 kg, B1-3–79,5 kg).

### Simson S51 B1-4 (1980-1988, 360 600 szt.)
Pierwsza wersja S51 z silnikiem 4-biegowym. Wyglądem i wyposażeniem był podobny do wersji B1-3.
Silnik został zmieniony na M541/1KF Na pokrywie sprzęgła dodano cyfrę 4 (oznaczenie, że motorower posiada 4-biegową skrzynię).

### Simson S51 B2-4 (B2-4/1) „Electronic” (1980-1988, 305 100 szt.)
Wersja B2-4 powstała na podstawie modelu B1-4. Wyposażona dodatkowo w bezstykowy zapłon typu SLEZ (‘Electronic’), prędkościomierz wyposażony w kontrolkę kierunkowskazów, skalowany aż do 100 km/h, oraz nowy typ amortyzatorów tylnych (z widocznymi na zewnątrz sprężynami).
Wersja B2-4/1 została dodatkowo wyposażona w gumowe osłony zawieszenia przedniego, profilowane siedzenie, oraz prostą, rozkładaną dźwignię startera.

### Simson S51 C „Comfort” (1983-1989, 31 000 szt.)

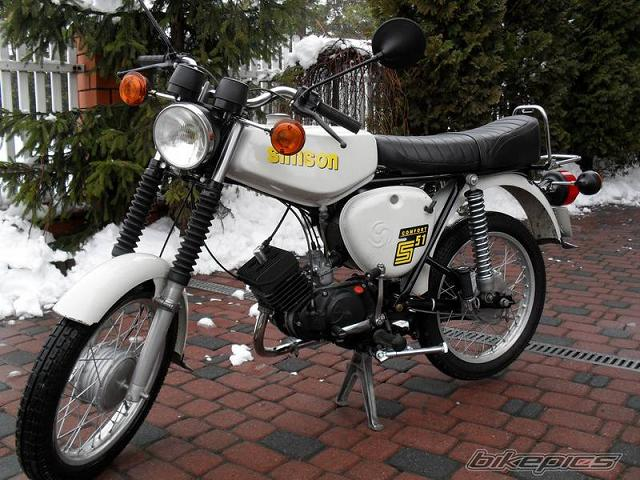
Simson S51C

Produkcja od 1983, była to rewolucja jeśli chodzi o wyposażenie wśród motorowerów. Powstał na podstawie modelu B2-4 ‘Electronic’, został dodatkowo wyposażony w obrotomierz skalowany do 10 000 obr./min w którym umieszczona była kontrolka świateł drogowych, licznik skalowany do 100 km/h, zapożyczony z modelu B2-4, wyposażony w kontrolkę kierunkowskazów, automat stopu montowany przy dźwigni przedniego hamulca, prostą, składaną dźwignię startera, profilowane siedzenie, amortyzatory tylne z dwustopniową regulacją twardości, oparcie boczne montowane przy podnóżku, bagażniki boczne, bezstykowy zapłon typu SLEZ (‘Electronic’), żarówkę reflektora przedniego o mocy 35/35 W, jednak napięcie w instalacji elektrycznej nadal było na poziomie 6 V. Zaczęto malować na czarno pokrywy bębnów hamulcowych i silnik.Dziś jest rzadko spotykany, często mylony ze ‘zwykłym’ Simsonem, który po prostu ma naklejkę ‘Comfort’.

### Simson S51 E „Enduro” (1982-1988, 160 000 szt.)

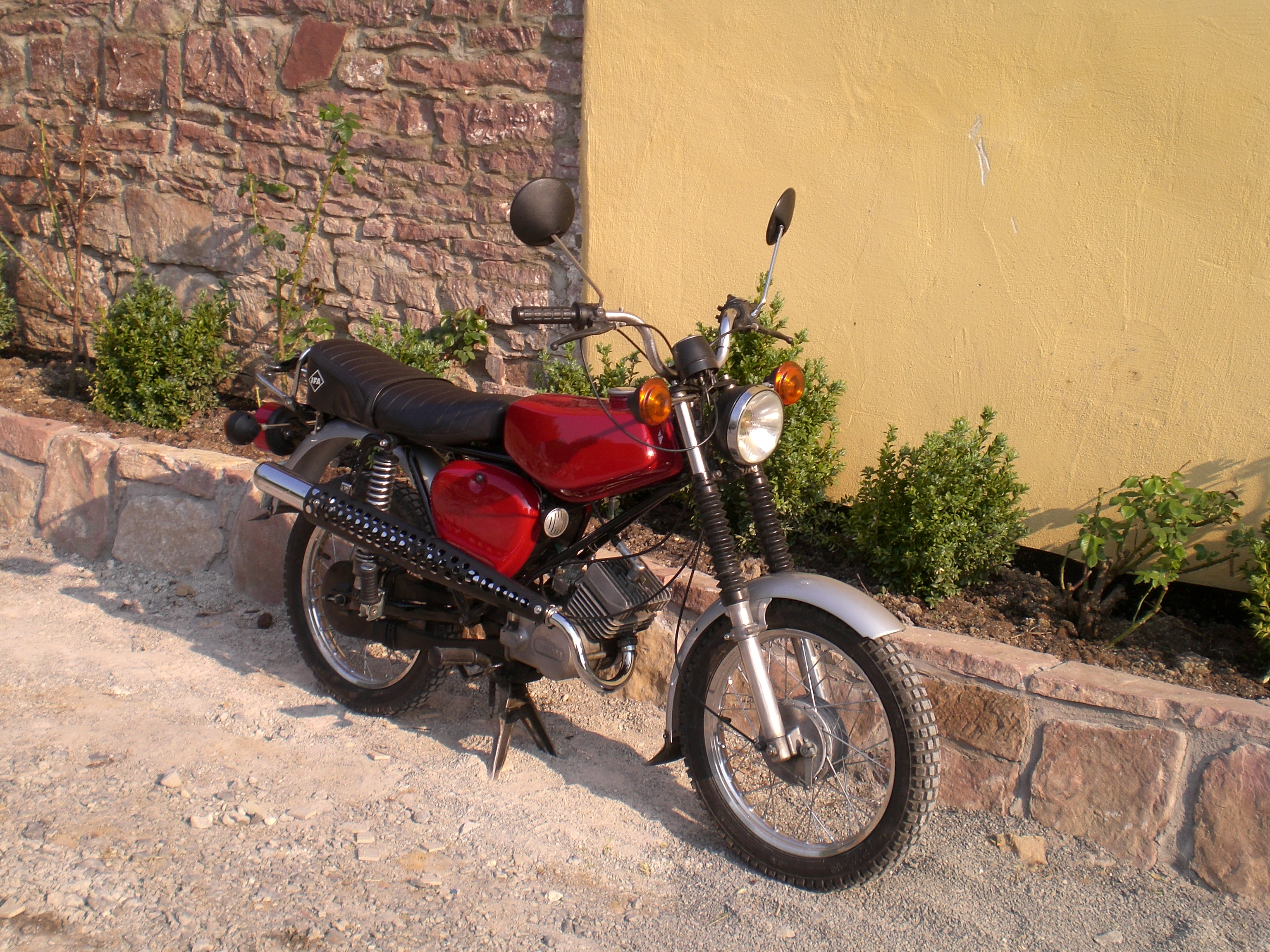
Simson S51E (1984)

Produkcję tego modelu rozpoczęto w 1982 roku na podstawie modelu B2-4. Wprowadzone w nim zmiany to: wzmocniona dokręcanymi zastrzałami rama (przez zastrzały masa motoroweru wzrosła z 79,5 do 84 kg w porównaniu do wersji B1-3 i B1-4), kierownica o wyższym profilu, składany starter nożny oraz podniesione kolanko wydechowe wraz z tłumikiem osłoniętym blaszaną osłoną. Ze względu na zmianę usytuowania tłumika konieczne było zmodyfikowanie kilku innych podzespołów. Zmieniono wyprofilowanie osłonki bocznej, aby tłumik nie rysował jej powierzchni i był możliwy dostęp do schowka filtra powietrza. Dźwignia hamulca tylnego została odsunięta bardziej na zewnątrz pojazdu by umożliwić łatwe operowanie. Prawy wspornik ramy otrzymał zmieniony wspornik podnóżka pasażera.
Należy podkreślić, że modele S51 Enduro przeznaczone były do codziennej eksploatacji na drogach utwardzonych, jak również jazdy w łatwym terenie przy obciążeniu wyłącznie kierowcą. Producent zabronił używania motoroweru w warunkach zbliżonych do motocrossu.

### Simson S51 E/4

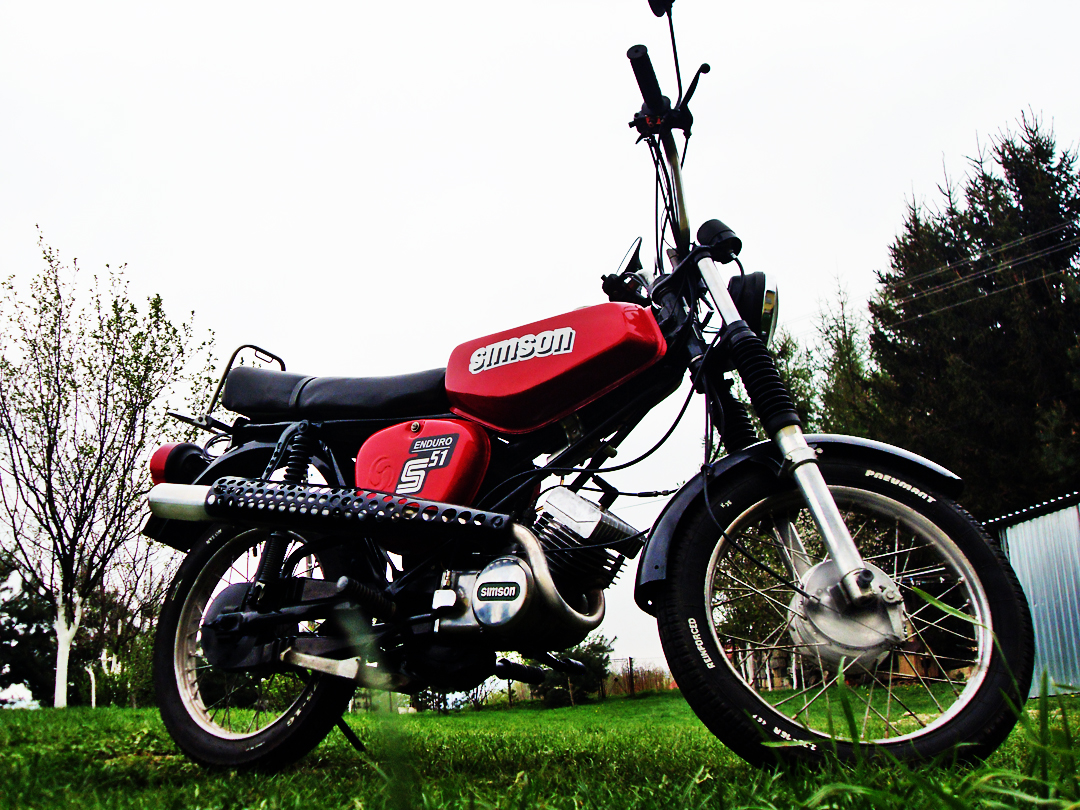
Simson S51

Uboższa i tańsza wersja S51 E pod względem instalacji elektrycznej, identycznej jak w modelu S51 N. Posiadał 4-biegową skrzynię biegów. Produkcje zakończono w 1988 roku.

## Modele S51/1
W listopadzie 1988 roku nastąpiła modernizacja wyposażenia. Główną zmianą było zastosowanie instalacji elektrycznej 12 V, wprowadzenie lepszego czujnika stop tylnego hamulca, umieszczeniu sygnału dźwiękowego przy przednim reflektorze oraz zastosowaniu oświetlenia halogenowego HS1 w wersjach z bezstykowym układem zapłonowym. Usunięto funkcję świateł postojowych, zastosowano światło pozycyjne w przednim reflektorze. Zmieniono kolor błotników ze srebrnego na czarny. Niektóre modele wyposażono w emaliowane na czarno tłumiki. W wybranych modelach S51/1 rozpoczęto stosować lakierowanie proszkowe głównych części ramy powłoką przypominającą plastik (z niem. Plastpulverbesichtet, w skrócie PPB). Zapewniła ona większą ochronę przed zarysowaniami i korozją. Produkcję zakończono w 1991 roku i zastąpiono modelem S53.

### Simson S51/1 B (91 000 szt.)
Model podobny do B1-4. Zastosowano klasyczny układ zapłonowy 12 V, elektroniczny regulator napięcia ELBA, reflektor o mocy 35 W.

### Simson S51/1 B3
Wersja podobna do S51/1 B wyposażona w trzybiegową skrzynię biegów.

### Simson S51/1 C „Comfort” (81 750 szt.)
Model „Comfort” został wyposażony w bezstykowy, elektroniczny układ zapłonowy, instalację elektryczną 12 V z regulatorami napięcia EWR i ELBA, reflektor HS1 35/35 W. Posiadał on jak każdy S51/1 czarne błotniki, naklejki na pokrywach schowka S51 12 V, włącznik światła stop przy dźwigni przedniego hamulca, prostą dźwignię rozrusznika, obrotomierz, lusterko prawe i lewe, amortyzatory z dwustopniową regulacją.

### Simson S51/1 C1
Wersja podobna do S51/1 C zastępującą wersję S51 B2-4, w której nie stosowano obrotomierza oraz istniała instalacja elektryczna „ze stałym światłem”.

### Simson S51/1 E „Enduro” (1989-1990, 53 500 szt.)
Model zastępujący starszy S51 E/2, lecz wprowadzono plastikowy przedni błotnik mocowany przy kole. Wprowadzono instalację elektryczną identyczną jak w modelu S51/1 C. Wyrzucono także obciążające wzmocnienie ramy.

### Simson S51/1 E1
Model zastępujący starszy S51 E. Nisko umieszczony błotnik przy kole

### Simson S51/1 E/2
Wersja podobna do S51/1 E w której zastosowano wysoko umieszczony przedni błotnik, instalacja elektryczną 6v.

### Simson S51/1 E/3
Wersja podobna do S51/1 E, lecz wyposażona w klasyczny zapłon i nisko umieszczony przedni błotnik.

## Szczegółowe dane techniczne
| Silnik spalinowy                   | 2-suwowy, jednocylindrowy chłodzony powietrzem typ M531KF/M541KF, pojemność skokowa 50 cm³                            | 2-suwowy, jednocylindrowy chłodzony powietrzem typ M531KF/M541KF, pojemność skokowa 50 cm³                            | 2-suwowy, jednocylindrowy chłodzony powietrzem typ M531KF/M541KF, pojemność skokowa 50 cm³ |
| Moc                                | 3,7 KM (2,72 kW) przy 5500 obr./min                                                                                   | 3,3 KM (2,4 kW) przy 5500 obr./min                                                                                    | 2,45 KM (1,8 kW) przy 4700 obr./min                                                        |
| Maksymalny moment obrotowy         | 5 Nm przy 4800 obr./min                                                                                               | 4,64 Nm przy 3500 obr./min                                                                                            | 3,7 Nm przy 4500 obr./min                                                                  |
| Zużycie paliwa                     | 2,4 l/100 km przy 60 km/h                                                                                             | 2,4 l/100 km przy 50 km/h                                                                                             |                                                                                            |
| Średnica cylindra                  | 38 mm | 38 mm | 38 mm                                                                                      |
| Skok tłoka                         | 44 mm | 44 mm | 44 mm                                                                                      |
| Stopień sprężania                  | 9,5:1 | 9,5:1 | 9,5:1                                                                                      |
| Kąt wyprzedzenia zapłonu           | 1,8 mm przed GMP | 1,8 mm przed GMP | 1,8 mm przed GMP                                                                           |
| Odstęp elektrod świecy zapłonowej  | 0,4 mm | 0,4 mm | 0,4 mm                                                                                     |
| Gaźnik                             | BVF 16N1-11 BVF 16N3-4 zamiennik Bing 17/15/1103                                                                      | BVF 16N1-11 BVF 16N3-4 zamiennik Bing 17/15/1105                                                                      | BVF 16N1-11 BVF 16N3-4 BVF 16N3-13                                                         |
| Smarowanie                         | Mieszanka benzyny z olejem w stosunku 1:50 (1:33 w okresie docierania)                                                | Mieszanka benzyny z olejem w stosunku 1:50 (1:33 w okresie docierania)                                                | Mieszanka benzyny z olejem w stosunku 1:50 (1:33 w okresie docierania)                     |
| Przełożenie wał silnika – sprzęgło | 3,25 (20/65) | 3,25 (20/65) | 3,25 (20/65)                                                                               |
| Skrzynia biegów                    | 4 lub 3 biegi | 4 lub 3 biegi | 3 biegi                                                                                    |
| Przełożenia skrzyni 3 biegowej     | 1 bieg – 4,4 (10/44) 2 bieg – 2,23 (17/38) 3 bieg – 1,54 (22/34)                                                      | 1 bieg – 4,4 (10/44) 2 bieg – 2,23 (17/38) 3 bieg – 1,54 (22/34)                                                      | 1 bieg – 4,4 (10/44) 2 bieg – 2,23 (17/38) 3 bieg – 1,54 (22/34)                           |
| Przełożenia skrzyni 4 biegowej     | 1 bieg – 4,4 (10/44) 2 bieg – 2,5 (16/40) (16/39 w modelach do roku 1985) 3 bieg – 1,89 (19/36) 4 bieg – 1,54 (22/34) | 1 bieg – 4,4 (10/44) 2 bieg – 2,5 (16/40) (16/39 w modelach do roku 1985) 3 bieg – 1,89 (19/36) 4 bieg – 1,54 (22/34) | –                                                                                          |
| Przeniesienie napędu               | łańcuch typ 086 (1/2" x 5,2), 110 ogniw                                                                               | łańcuch typ 086 (1/2" x 5,2), 110 ogniw                                                                               | łańcuch typ 086 (1/2" x 5,2), 110 ogniw                                                    |
| Przełożenie wyprowadzenia napędu   | 2,66 (15/34) | 2,66 (15/34) | 2,43 (14/34)                                                                               |
| Instalacja elektryczna             | 6 V lub 12 V | 6 V lub 12 V | 6 V lub 12 V                                                                               |
| Skok zawieszenia                   | przód: 130 mm tył: 85 mm (90 mm w amortyzatorach z dwustopniową regulacją)                                            | przód: 130 mm tył: 85 mm (90 mm w amortyzatorach z dwustopniową regulacją)                                            | przód: 130 mm tył: 85 mm (90 mm w amortyzatorach z dwustopniową regulacją)                 |
| Ogumienie                          | 2.75 × 16" | 2.75 × 16" | 2.75 × 16"                                                                                 |
| Ciśnienie w oponach                | przód: solo 1,25 bar, z pasażerem 1,25 bar tył: solo 1,8–2,0 bar, z pasażerem 2,5 bar                                 | przód: solo 1,25 bar, z pasażerem 1,25 bar tył: solo 1,8–2,0 bar, z pasażerem 2,5 bar                                 | przód: solo 1,25 bar, z pasażerem 1,25 bar tył: solo 1,8–2,0 bar, z pasażerem 2,5 bar      |
| Hamulce                            | bębnowe systemu Simplex 125 mm                                                                                        | bębnowe systemu Simplex 125 mm                                                                                        | bębnowe systemu Simplex 125 mm                                                             |
| Pojemność zbiornika paliwa         | 8,7 l (w tym rezerwa 0,8 l)                                                                                           | 8,7 l (w tym rezerwa 0,8 l)                                                                                           | 8,7 l (w tym rezerwa 0,8 l)                                                                |
| Masa                               | 75,5–84 kg w zależności od wyposażenia                                                                                | 75,5–84 kg w zależności od wyposażenia                                                                                | 75,5–84 kg w zależności od wyposażenia                                                     |
| Dopuszczalna masa całkowita        | 260 kg | 260 kg | 260 kg                                                                                     |